# Morten Viskum
 Morten Viskum est un artiste et collectionneur norvégien né à Elseneur en 1965. Il est présenté par la critique comme l'un des artistes contemporains les plus controversés, utilisant entre autres des mains humaines récupérées sur des cadavres comme pinceau pour réaliser ses œuvres intitulées La main qui n'a jamais cessé de peindre.
Il vit et travaille à Vestfossen, en Norvège.

## Parcours artistique
En 1993, il interrompt six années d'études vétérinaires pour entrer à l'Académie Nationale des Beaux Arts d’Oslo (en). Il travaille de nombreux media dont la peinture, la photographie, mais aussi les installations et les performances.
Morten Viskum devient nationalement connu en 1995 grâce à son travail Rat / olive project En deux jours, il dépose des bocaux d’olives, dont le contenu a été remplacé par des bébés de rat et du formol , dans vingt épiceries des cinq plus grandes villes de Norvège.
Lorsqu'il obtient son diplôme en 1997, il a déjà été exposé dans de nombreuses manifestations d’envergure nationale, ainsi qu’à l’international.
En 2003, il crée le Vestfossen Kunstlaboratorium, un espace destiné à l’organisation d’expositions d’art contemporain à Vestfossen, sa ville de résidence.

## Expositions (sélection)
- ‘’The Hand with the golden ring’’ – Vegas Gallery London – 2010
- Morten Viskum / In retrospect - Sørlandets Kunstmuseum - 2010

## Travaux majeurs
- 1995 : Rat / olive project (Rotte/oliven Prosjektet)
- 1997 :’’ The Hand that Never Stops Painting’’

### Source de la traduction
- (no) Cet article est partiellement ou en totalité issu de l’article de Wikipédia en norvégien intitulé « Morten Viskum » (voir la liste des auteurs).